# Берёзовка (приток Усьвы)
Берёзовка — река в Горнозаводском городском округе Пермского края, приток Усьвы. Впадает в Усьву справа в 220 км от её устья. Длина реки 24 км. Основной приток — Малая Берёзовка, впадает слева в 3,4 км от устья. Истоки в горных лесах на границе с городским округом Карпинск Свердловской области. Основное направление течения — на юг. Наиболее крупный приток — Малая Берёзовка — впадает слева в среднем течении. Устье примерно в 8 км на северо-запад от посёлка Средняя Усьва.

## Данные водного реестра
По данным государственного водного реестра России, река относится к Камскому бассейновому округу, бассейн реки Кама, подбассейн — Кама до Куйбышевского водохранилища (без бассейнов рек Белой и Вятки), водохозяйственный участок реки — Чусовая от в/п пгт. Кын до устья. Код объекта в государственном водном реестре — 10010100712111100011382.